# Peter Moore (tueur en série)
Peter Howard Moore (né le 1946) est un tueur en série britannique qui dirigeait des cinémas à Bagillt, Holyhead, Kinmel Bay et Denbigh dans le nord du Pays de Galles au moment de son arrestation. Il a assassiné quatre hommes en 1995. En raison de sa tenue caractéristique, composée d'une chemise noire et d'une cravate, il a été surnommé « l'homme en noir ».